# 熱泳
熱泳，也稱為熱泳法或索瑞特效應，是溫度梯度對顆粒產生的效應，造成它們從一個熱板移動至低溫區。這種效應在行星分化中有重大的作用，在光纖的製造中更是功績顯赫。
在日常生活中最明显的例子是靠近暖气的墙面会发黑，这是因为墙面温度较低，与暖气产生温度梯度，空气中的颗粒因而碰撞到墙面而被吸附。